# Septembre 1795

## Événements
- Combat de Blanche-Lande.
- Combat de Carnet.

- 1er septembre, France (15 fructidor an III) : l'École centrale des travaux publics est renommée « École polytechnique ».

- 3 septembre : combat de la Bataillère.

- 5 septembre : un Traité de paix et d'amitié américano-algérien est signé entre les États-Unis et la régence d'Alger[1]..

- 8 septembre : bataille de La Cornuaille.

- 8 au 11 septembre : bataille de Krtsanissi.

- 10 septembre : premier combat de La Croix-Avranchin.

- 12 septembre :
  - combat de Laignelet.
  - Combat de Saint-James.

- 17 septembre, France : combat de La Bazouge-du-Désert.

- 18 septembre, France : séparation de l'Église et de l'État et suppression du budget de l'Église assermentée.

- 20 septembre, Allemagne : Prise de Mannheim par les troupes Françaises.

- 22 septembre : création de la London Missionary Society en Angleterre[2].

- 25 septembre : bataille de Saint-Cyr-en-Talmondais.

- 29 septembre : bataille de Martigné-Ferchaud.

## Naissances
- 15 septembre : Gustave van Leempoel de Nieuwmunster, homme politique belge († 22 avril 1877)
- 24 septembre : Antoine-Louis Barye, sculpteur et peintre français († 25 juin 1875).

## Décès
- 15 septembre : Louis de Bellon de Sainte-Marguerite, général de Brigade de la révolution française (° 9 décembre 1753)
- 22 septembre, Sayat-Nova, troubadour de la Transcaucasie (° 1712).